# Балутянка
Балутянка (пол. Bałucianka) — лемківське село в Польщі, у гміні Риманів Кросненського повіту Підкарпатського воєводства. Розташоване у північних межах Лемківщини між містечками Риманів та Дукля. Разом з Вількою — осередок лемківської різьби по дереву. Населення — 135 осіб (2011).

## Історія
Закріпачене в 1470 році Андрієм Сінєнскім за волоським правом. Потім селом володів його син Вікторин Сінєнский (1463—1530), придворний короля (1494). Пізніше село належало до подальших нащадків. Власником в XIX ст. був Станіслав Антоній Потоцький і його дружина Анна Потоцька. У 1878 році вони відкрили в Риманові з власних коштів школу столярної справи та скульптури, де вчились і мешканці Балутянки.
У нижній частині села буля оліярня, яка виробляла відому в усьому районі олію. Село була відоме різьбленням дерев'яних фігурок. Скульптурні традиції залишилися і сьогодні в селі.
Село віддавна було православним, згодом перейшло на унію. До 1946 р. в селі була дочірня греко-католицька церква парохії Дошно Риманівського деканату, до якої належали також Волтушова, Посада Горішна і Риманів-Здрій. Метричні книги велися з 1785 р.
У 1939 р. в селі було переважно лемківське населення: з 290 жителів села — 250 українців і 40 поляків.
Під час Другої світової війни у селі відновилося українське життя. У 1941 році діяв відділ Хліборобського Вишколу Молоді, провідником якого був Степан Кіщак.
У 1975—1998 роках село належало до Кросненського воєводства.

## Населення
Демографічна структура станом на 31 березня 2011 року:
|          | Загалом | Допрацездатний вік | Працездатний вік | Постпрацездатний вік |
| -------- | ------- | ------------------ | ---------------- | -------------------- |
| Чоловіки | 80      | 24                 | 47               | 9                    |
| Жінки    | 55      | 8                  | 34               | 13                   |
| Разом    | 135     | 32                 | 81               | 22                   |

## Пам'ятки
- В селі є дерев'яна греко-католицька церква Успіння Пресвятої Богородиці, ймовірно, побудована в XVII ст. (зараз римо-католицький костел). Між 1820 і 1899 церква була перебудована і відремонтована. Одна з двох збережених церков, що представляє характерний тип будівлі центральної та східної Лемківщини, де широко використовуються багатопрофільні рамкові склепіння. Церква включена в Шлях дерев'яної архітектури (Підкарпатське воєводство).
- Поруч з церквою знаходиться історичний цвинтар з надгробками. Надгробки були відремонтовані в липні 1996 року під час табору збереження «Надсяння», організований Станіславом Крицинським.

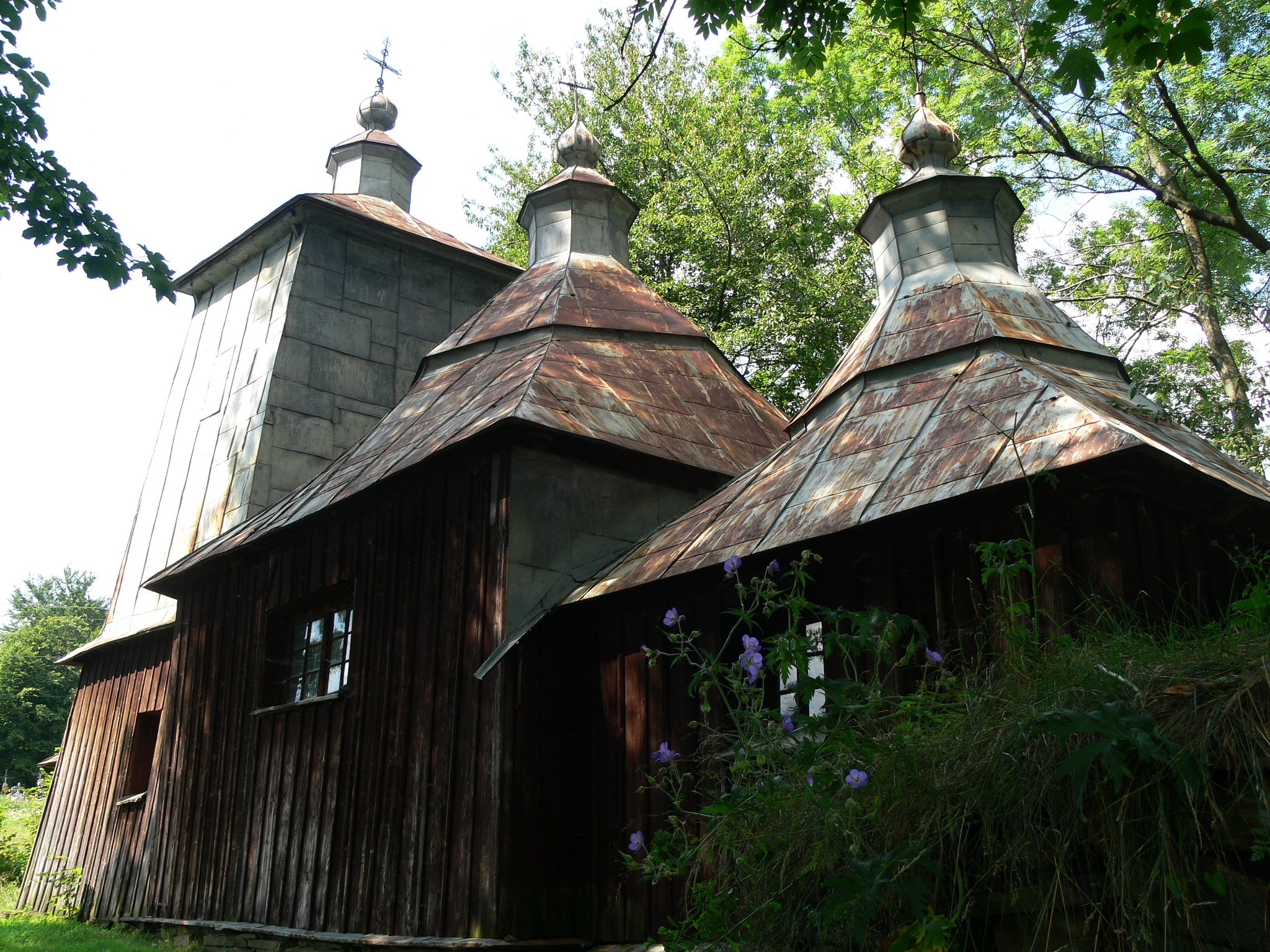
Церква Успіння Пресвятої Богородиці перед ремонтом
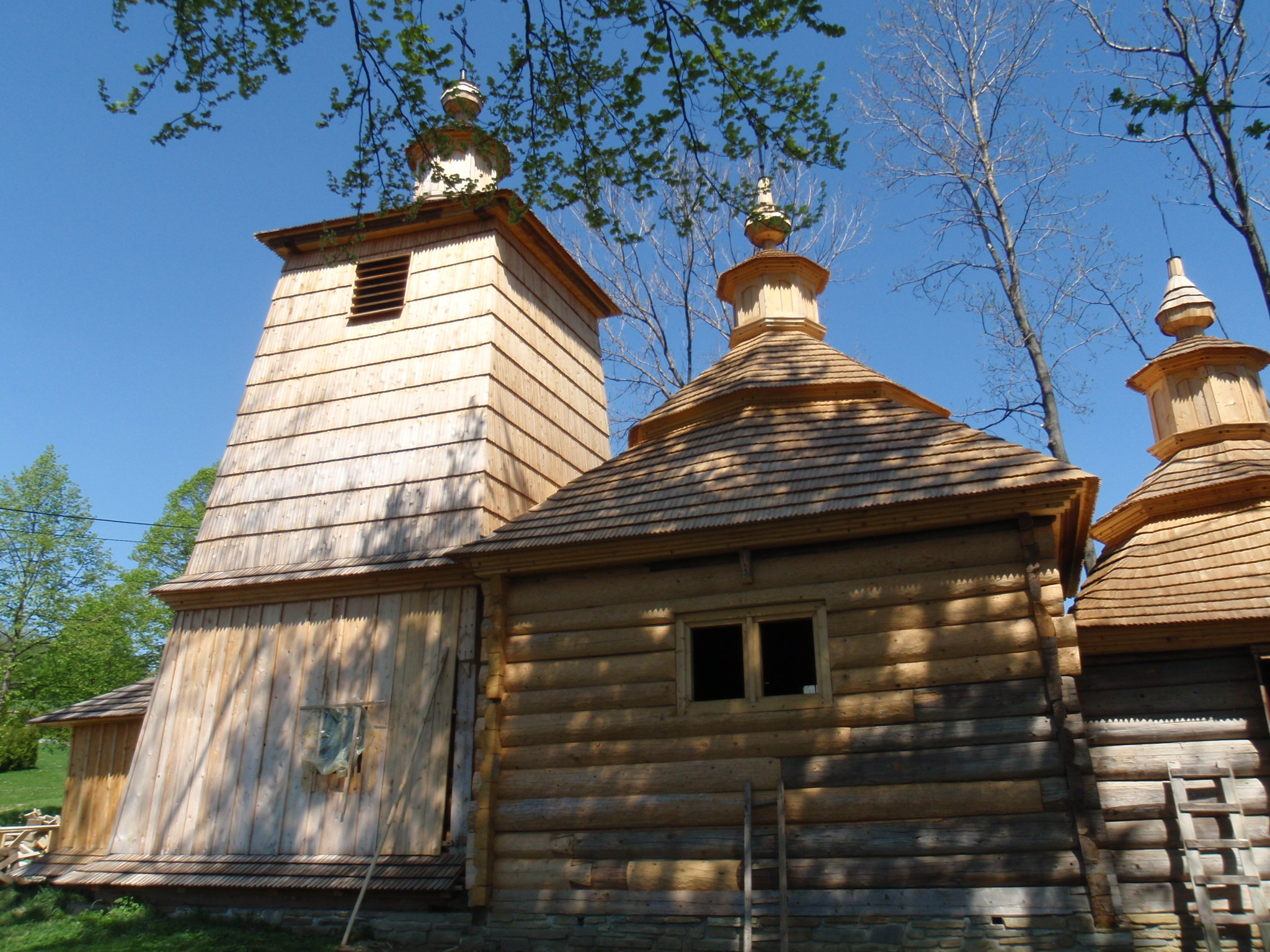
Церква Успіння Пресвятої Богородиці, ремонт 2012 року
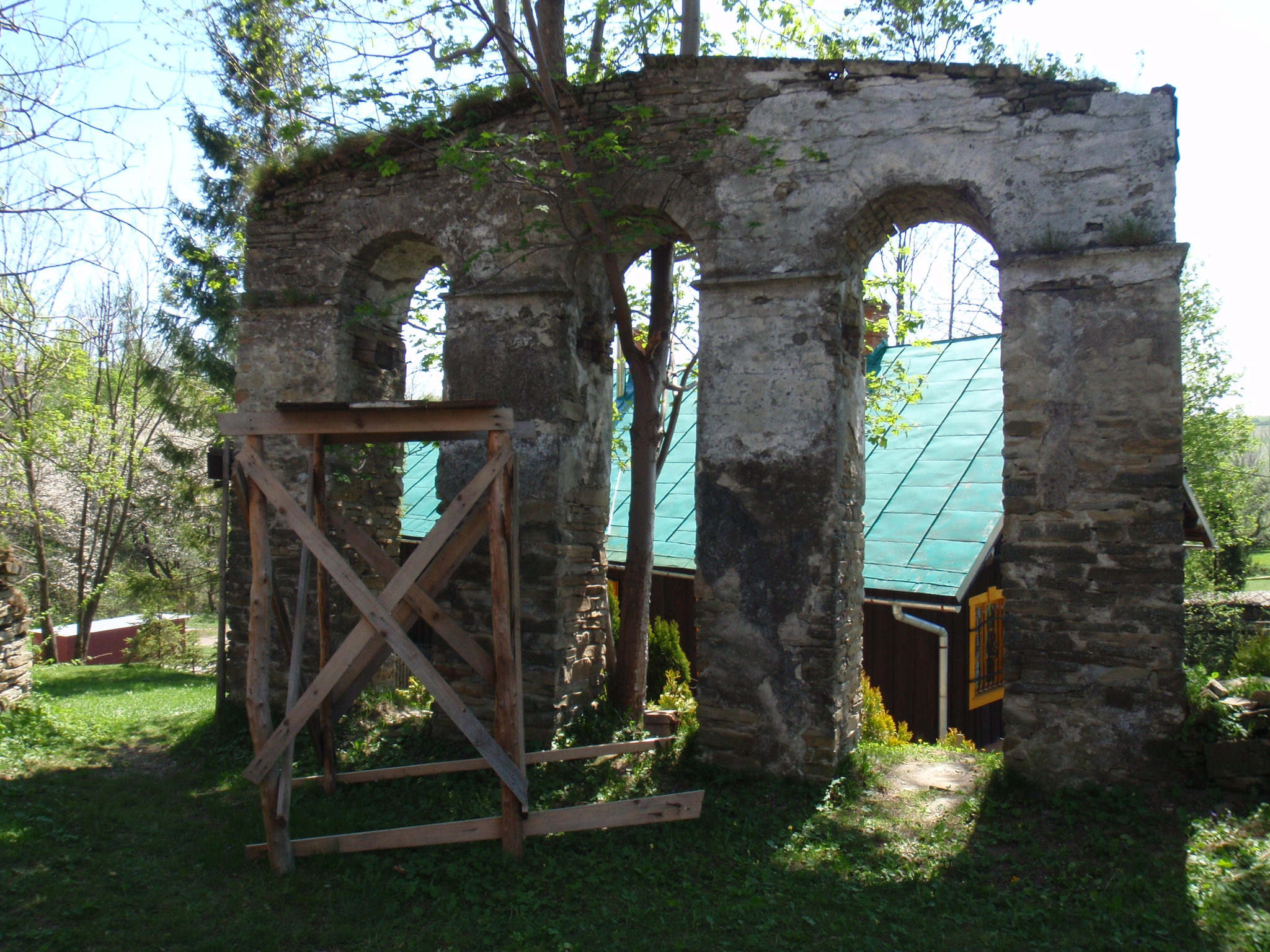
Дзвіниця при церкві
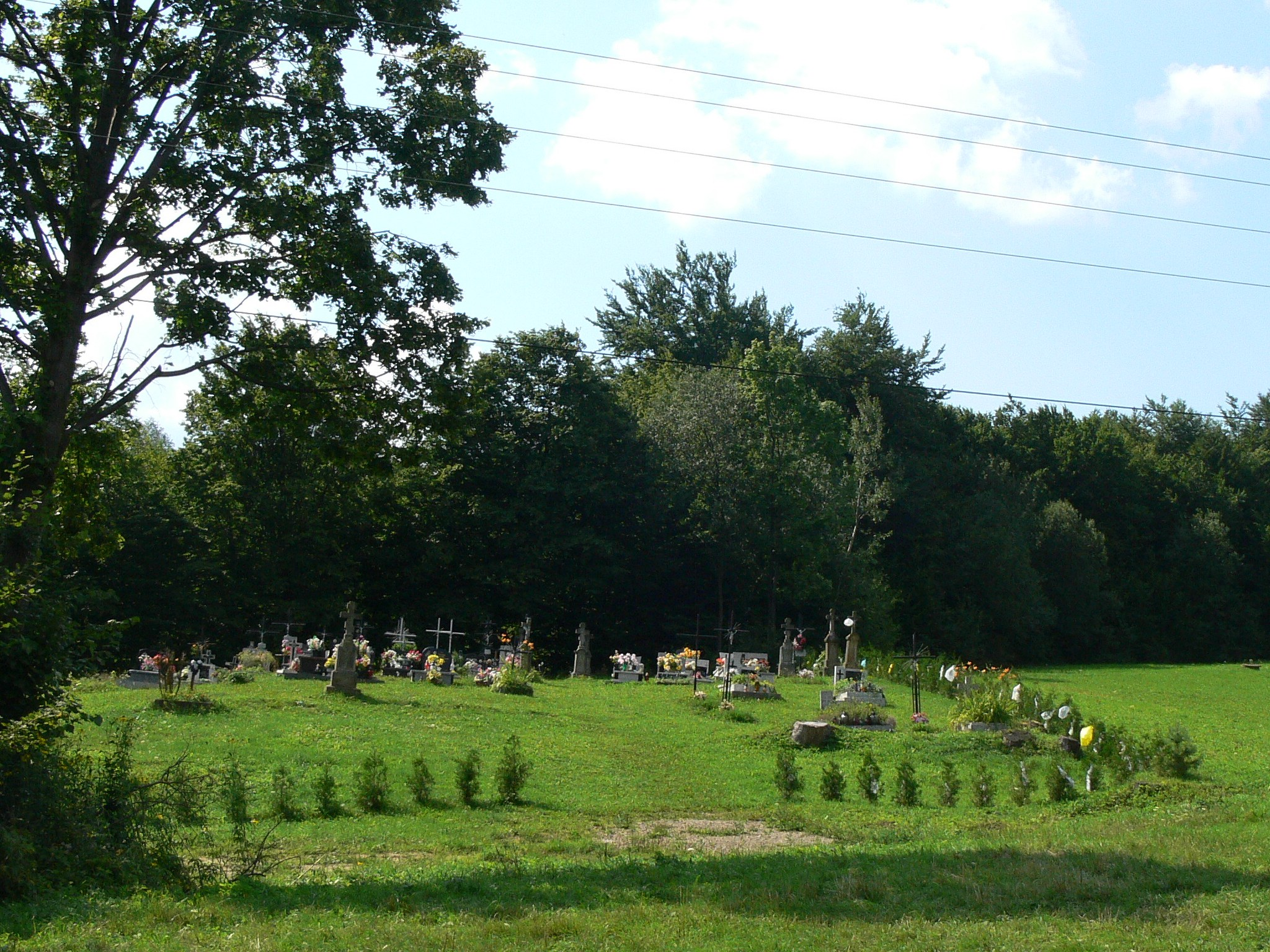
Історичний цвинтар (кладовище) в Балутянці

## Люди

### Народилися
- Кищак Василь Іванович (1926—1962) — український різьбяр по дереву.
- Кищак Іван Миколайович (1901—1968) — український різьбяр по дереву.
- Кищак Степан Іванович (нар. 1928) — український різьбяр по дереву.
- Стецяк Іван Кузьмич (1919—?) — український різьбяр.